# Trevor Denman
Pour les articles homonymes, voir Denman.
Trevor Denman est un commentateur sportif américain né le 24 septembre 1952 à Germiston en Afrique du Sud. Il est spécialisé dans les courses de chevaux Pur-sang.

## Biographie
Trevor Denman est né à Germiston, dans la province du Gauteng en Afrique du Sud. Jonglant entre un travail de jockey et sa passion de pilotage d'avion, il commence son travail de commentateur sportif en Afrique du Sud en 1971, à l'âge de 18 ans. Actuellement ils commentent les courses épiques de Santa Anita Park, Del Mar racetrack et du L.A. County Fair au sud de la Californie. Il a également été le commentateur des courses de Pimlico Race, Laurel Park et Hollywood Park Racetrack. Depuis 1985 il tient également régulièrement son propre rôle dans plusieurs films et séries télévisées.

## Filmographie
- 1985 : Santa Barbara : la voix radiophonique (1 épisode)
- 1989 : Amen : un annonceur (1 épisode)
- 1989 : Let It Ride : lui-même
- 1992 : Beverly Hills : le commentateur de la course (1 épisode)
- 1993 : Brooklyn Bridge : lui-même (1 épisode)
- 1993 : Le Bazaar de l'épouvante : le commentateur de la course
- 1994 : Incorrigible Cory : lui-même (1 épisode)
- 1995 : Columbo : le commentateur de la course (1 épisode)
- 1995 : Le Rebelle : lui-même (1 épisode)
- 1997 : Le Flic de San Francisco : lui-même
- 1997 : Out to Sea : lui-même
- 1999 : Simpatico : le commentateur de la course
- 2000 : Les Simpson, épisode Courses épiques : lui-même
- 2001 : Docteur Dolittle 2 : le commentateur de la course
- 2005 : Dreamer : le commentateur de la coupe des Breeders
- 2009 : Jockeys : lui-même (10 épisodes)
- 2012 : Luck : un commentateur (1 épisode)
- 2014 : The Gambler : le commentateur de la course